# Monstres ordinaires
Pour plus de détails, voir Fiche technique et Distribution.
Monstres ordinaires (Wir Monster) est un film allemand réalisé par Sebastian Ko, sorti en 2015. Le film a fait l'objet d'un remake américain en 2018 : Apparence trompeuse.

## Synopsis
Un couple en instance de divorce s'unit pour couvrir le crime de leur fille.

## Fiche technique
- Titre : Monstres ordinaires
- Titre original : Wir Monster
- Réalisation : Sebastian Ko
- Scénario : Sebastian Ko et Marcus Seibert
- Musique : Dürbeck & Dohmen
- Photographie : Andreas Köhler
- Montage : Nicole Kortlüke
- Production : Roswitha Ester et Torsten Reglin
- Société de production : Arte et Ester.Reglin.Film Produktionsgesellschaft
- Société de distribution : First Run Features (États-Unis)
- Pays :  Allemagne
- Genre : Policier, drame et thriller
- Durée : 95 minutes
- Dates de sortie : 
  -  Allemagne : 22 janvier 2015 (festival Max Ophüls)
  -  France : 10 février 2017 (télévision)

## Distribution
- Mehdi Nebbou : Paul
- Ulrike C. Tscharre : Christine
- Janina Fautz : Sarah
- Britta Hammelstein : Jessica
- Ronald Kukulies : Kuszinsky
- Marie Bendig : Charlie
- Daniel Drewes : Michael

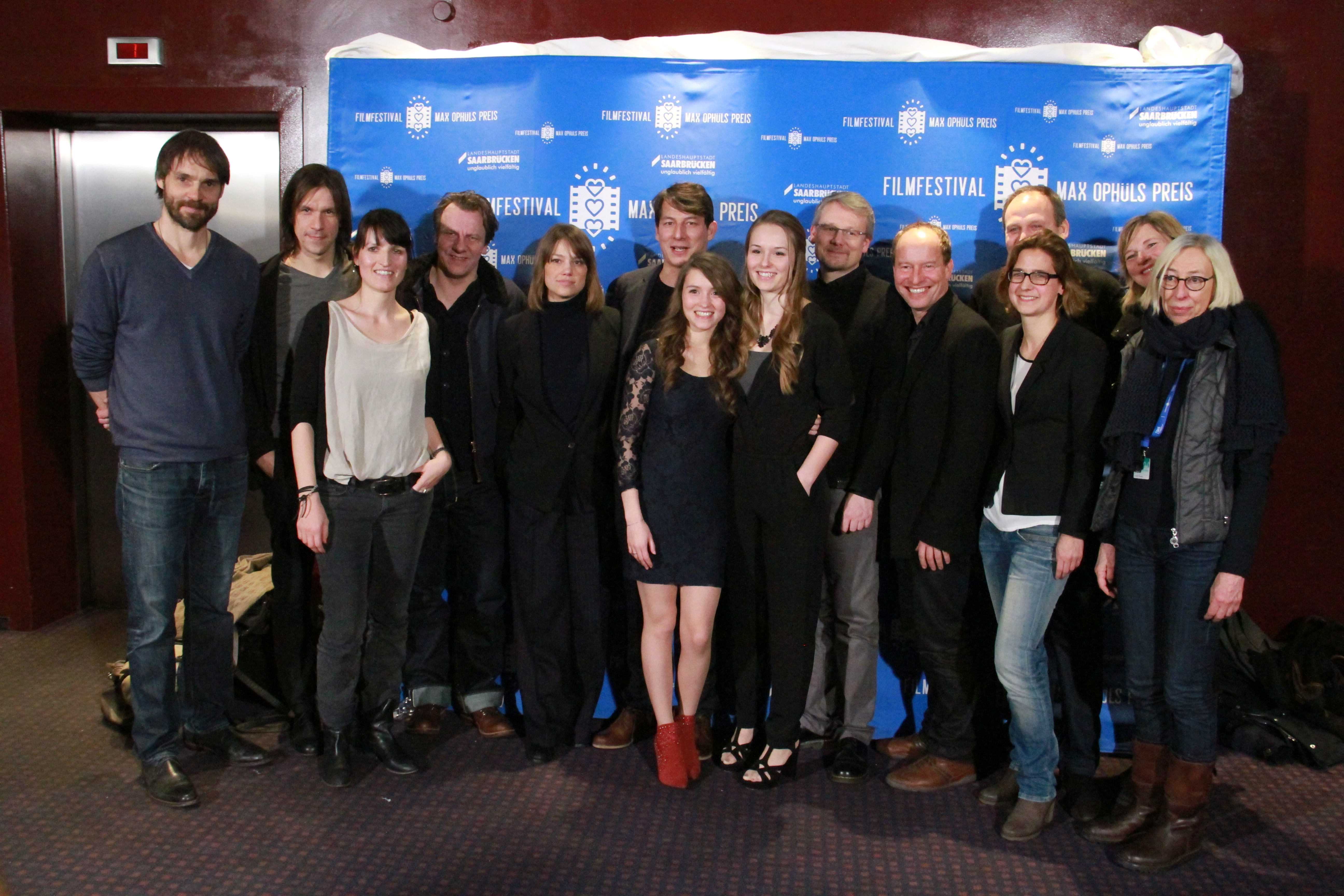
L'équipe du film au festival Max Ophüls 2015

- Kerstin Thielemann : commissaire Benthin
- Marc Fischer : commissaire Osburg
- Dominik Buch : Nick

## Distinctions
Le film a été présenté au festival international du film de São Paulo et au Fernsehfilmfestival Baden-Baden.